# Junzi

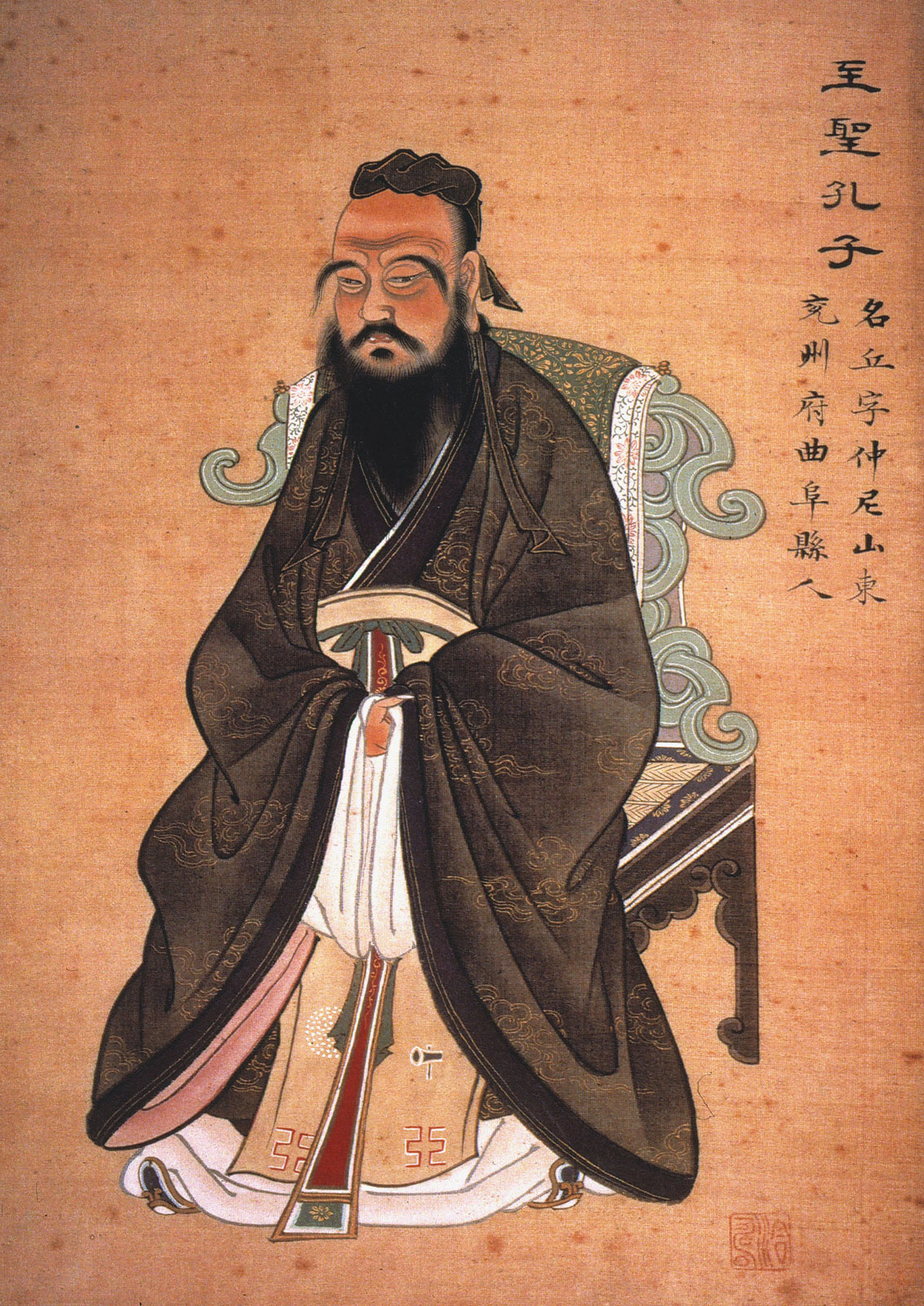

Junzi (chino: 君子, p jūnzǐ, lit. "hijo del señor") es un  término filosófico chino traducido como "caballero" o "persona superior" y empleado tanto por el Rey Wen de Zhou en el I Ching como por Confucio en sus obras, para describir al hombre ideal.

## Confucianismo
En el Confucianismo, la personalidad ideal es el sheng, traducido como sabio o sensato. Sin embargo, la sabiduría es difícil de obtener y Confucio crea el concepto de junzi, que más individuos pueden llegar a obtener. Zhu Xi definió junzi como lo segundo tras la sabiduría. 
Junzi tiene muchas características. Junzi puede vivir en pobreza; Junzi hace más y habla menos. Un junzi es leal, obediente y erudito. Junzi se disciplina a sí mismo. Entre ellos, ren es el corazón de convertirse en junzi.(en chino)

Como potencial líder de una nación, el hijo del mandatario crece para expresar unas posiciones éticas y morales superiores mientras obtiene su paz interior a través de la virtud. Para Confucio, el junzi sostiene funciones de gobierno y estratificación social a través de sus valores éticos. A pesar de este significado literal, cualquier persona capaz de mejorarse a sí misma puede convertirse en junzi.
El junzi actúa virtuosamente por sí mismo. Su virtud podría llevar a los demás a seguir su ejemplo. El objetivo último es que el gobierno se comporte como una familia; así todos los niveles de piedad filial promueven la armonía y el junzi actúa como un guía para esta piedad.

## Xiaoren
Por contraste, el xiaoren (小人, xiăorén, "persona pequeña") no comprende el valor de las virtudes y busca solamente la ganancia inmediata. La persona pequeña es ególatra y además no considera las consecuencias de sus actos. Si el mandatario se rodeara de xiaoren y no de junzi, su gobierno y su pueblo sufriría debido a su escasa visión. Los ejemplos de individuos xiaoren varían desde aquellos que se dedican a los placeres sensuales permanentemente hasta aquellos políticos a los que les interesa meramente el poder y la fama; ninguno pretende sinceramente el beneficio a largo plazo de los demás.